# Miklós Boskovits
Miklós Boskovits (* 26. Juli 1935 in Budapest; † 19. Dezember 2011 in Florenz) war ein ungarischer Kunsthistoriker. Er gehörte zu den bedeutendsten Gelehrten der mittelalterlichen italienischen und insbesondere der toskanischen Kunst.

## Leben
Boskovits studierte in Budapest, wurde aber durch die Volksrepublik Ungarn an seinen Studienreisen gehindert und verließ 1968 so schnell wie möglich sein Land, um nach Italien zu gehen, wo er mittellos war. Zunächst wurde er von Kunsthistoriker Carlo Volpe unterstützt. Er wandte sich an Roberto Longhi und wurde 1977 Professor an der Universität Kalabrien. Ab 1980 lehrte er an der Università Cattolica del Sacro Cuore in Mailand, wo er bis 1995 blieb, als er die Nachfolge von Mina Gregori an der Universität Florenz antrat.
Sein wichtigstes Werk ist das Corpus der florentinischen Malerei, das 1930 von dem Amerikaner Richard Offner begonnen wurde, der es bis 1965 bearbeitete. Die Arbeit wurde von Klara Steinweg fortgesetzt, aber als sie starb, kam das Projekt zum Stillstand. Es war dann Boskovits, der 1984 die Arbeit im Auftrag von Mina Gregori wieder aufnahm (die 30 Bände werden heute von Sergio Giunti herausgegeben). Er war der Verfasser des Katalogs der Kunstwerke des Christlichen Museums in Esztergom, zusammen mit dem Szépművészeti Múzeum in Budapest. Die ungarische Ausgabe ist umfangreicher und reich an wissenschaftlichen Informationen. Die russische und die englische Ausgabe wurden ebenfalls von der deutschen Ausgabe abgeleitet.
Später gab er die Liste der italienischen Gemälde in norwegischen Museen heraus (Frühe italienische Tafelbilder), der Gemäldegalerie (Berlin) (zwischen 1977 und 1980 verfasst und 1988 veröffentlicht), die Sammlung des Museo Thyssen-Bornemiszas (1990), gefolgt von der italienischen Sammlung der National Gallery of Art in Washington, D.C. Er war Mitglied der wissenschaftlichen Ausschüsse zahlreicher Institutionen (u. a. des Kunsthistorischen Institutes in Florenz, der Fondazione Roberto Longhi) und des Redaktionsbeirats von Zeitschriften (wie Arte Cristiana, Paragone) und war Mitglied in Preisjurys (z. B. für den Lorenzo und Jacopo Salimbeni Preis für Kunstgeschichte und -kritik).
Seit 1998 war er externes Mitglied der Ungarischen Akademie der Wissenschaften in Budapest.

## Schriften
Monografien
- Miklós Boskovits, Miklós Mojzer, András Mucsi: Das Christliche Museum von Esztergom (Gran). Verlag der Ungarischen Akademie der Wissenschaften, Budapest 1964.
- Tuscan Paintings of the Early Renaissance. Corvina, Budapest 1965.
- Miklós Boskovits, Miklós Mojzer, András Mucsi: Das Christliche Museum von Esztergom (Gran). Verlag der Ungarischen Akademie der Wissenschaften, Budapest 1965.
- La scuola di Giotto. Fratelli Fabbri, Mailand 1966.
- Giovanni da Milano. Sadea, Sansoni, Florenz 1966.
- Frühe italienische Tafelbilder. Corvina, Budapest 1966.
- Pittura umbra e marchigiana fra Medioevo e Rinascimento: studi nella Galleria Nazionale di Perugia. Edam, Florenz 1973.
- Pittura fiorentina alla vigilia del Rinascimento, 1370–1400. Edam, Florenz 1975.
- Ferrarese painting about 1450: some new arguments. In: The Burlington Magazine. Band CXX, Nr. 903, London 1978.
- Le chiese degli ordini mendicanti e la pittura ai primi del Trecento tra la Romagna e le Marche. In: Arte e spiritualità negli ordini mendicanti. Árgos, Rom 1992, S. 125–149.
- Immagini da meditare. Ricerche su dipinti di tema religioso nei secoli XII–XV. Vita e pensiero, Mailand 1994.
- Per Stefano da Ferrara, pittore trecentesco. In: Hommage a Michel Laclotte: etudes sur la peinture du Moyen Age et de la Renaissance. Electa, Mailand; Réunion des Musées Nationaux, Paris 1994, S. 56–67.
- Miklós Boskovits, Giorgio Fossaluzza: La collezione Cagnola. I dipinti. Nomos Edizioni, Busto Arsizio 1998.
- Giotto: un artista poco conosciuto? (Hrsg.) Angelo Tartuferi: Giotto. Bilancio critico di sessant’anni di studi e ricerche. Ausstellungskatalog, Firenze Galleria dell’Accademia, Giunti, Florenz 2000.

- Miklós Boskovits, David Alan Brown: Italian Paintings of the Fifteenth Century. Oxford University Press, 2004.

Enzyklopädische Einträge
- Miklós Boskovits: Bonsi, Giovanni. In: Alberto M. Ghisalberti (Hrsg.): Dizionario Biografico degli Italiani (DBI). Band 12: Bonfadini–Borrello. Istituto della Enciclopedia Italiana, Rom 1970.
- Miklós Boskovits: piero-braccini-bonsi_(Dizionario-Biografico) Braccini, Andrea di Piero. In: Alberto M. Ghisalberti (Hrsg.): Dizionario Biografico degli Italiani (DBI). Band 13: Borremans–Brancazolo. Istituto della Enciclopedia Italiana, Rom 1971.
- Miklós Boskovits: piero-braccini-bonsi_(Dizionario-Biografico) Braccini, Atto di Piero. In: Alberto M. Ghisalberti (Hrsg.): Dizionario Biografico degli Italiani (DBI). Band 13: Borremans–Brancazolo. Istituto della Enciclopedia Italiana, Rom 1971.
- Miklós Boskovits: Puccio Capanna. In: Alberto M. Ghisalberti (Hrsg.): Dizionario Biografico degli Italiani (DBI). Band 18: Canella–Cappello. Istituto della Enciclopedia Italiana, Rom 1975.
- Miklós Boskovits: Cenni di Pepe, detto Cimabue. In: Alberto M. Ghisalberti (Hrsg.): Dizionario Biografico degli Italiani (DBI). Band 23: Cavallucci–Cerretesi. Istituto della Enciclopedia Italiana, Rom 1979.
- Miklós Boskovits: Ceccareli, Nando. In: Alberto M. Ghisalberti (Hrsg.): Dizionario Biografico degli Italiani (DBI). Band 23: Cavallucci–Cerretesi. Istituto della Enciclopedia Italiana, Rom 1979.
- Miklós Boskovits: Cecco di Pietro. In: Alberto M. Ghisalberti (Hrsg.): Dizionario Biografico degli Italiani (DBI). Band 23: Cavallucci–Cerretesi. Istituto della Enciclopedia Italiana, Rom 1979.
- Miklós Boskovits: Coppo di Marcovaldo. In: Alberto M. Ghisalberti (Hrsg.): Dizionario Biografico degli Italiani (DBI). Band 28: Conforto–Cordero. Istituto della Enciclopedia Italiana, Rom 1983.
- Miklós Boskovits: Cristiani, Giovanni. In: Massimiliano Pavan (Hrsg.): Dizionario Biografico degli Italiani (DBI). Band 31: Cristaldi–Dalla Nave. Istituto della Enciclopedia Italiana, Rom 1985.
- Miklós Boskovits: Giotto di Bondone. In: Mario Caravale (Hrsg.): Dizionario Biografico degli Italiani (DBI). Band 55: Ginammi–Giovanni da Crema. Istituto della Enciclopedia Italiana, Rom 2000.

Biografie-Monografien
- Francesco Frangi, Stefania Buganza, Szépművészeti Múzeum: Dipinti in Valpadana tra Medioevo e Rinascimento. Studi al museo di Belle Arti di Budapest in ricordo di Miklós Boskovits. Scalpendi, Segrate 15 ottobre 2013.
- Tommaso Mozzati, Antonio Natali: Norma e capriccio. Spagnoli in Italia agli esordi della maniera moderna. Giunti Firenze 2013.
- Giuseppe Dimola, Amicizia italo ungherese: Un maestro di storia dell’arte: Boskovits Miklós. 13 febbraio 2014.